# De Gouden Greep
De Gouden Greep was een Nederlands radioprogramma van de EO op Radio 2. Het programma werd gepresenteerd door Jan-Willem Roodbeen en werd iedere werkdag tussen 19:00 en 20:00 uur uitgezonden. Eerdere presentatoren waren Tom Herlaar en Ron Stoeltie.
Vaste items in het programma waren Vragenrace, Nieuwstrip en Hitcarrousel.